# Jan Pierhagen
Jan Pierhagen (Schelluinen, 5 juli 1901 – Hoorn, 12 juli 1971) was een Nederlands politicus van de ARP.
Hij werd geboren als zoon van Ewoud Pierhagen (*1876) en Teuna Bos (1875-1931). Aanvankelijk werkte hij op de boerderij van zijn vader maar in 1922 werd hij volontair bij gemeentesecretarie van Giessen-Nieuwkerk. Vanaf 1925 was hij volontair bij de gemeenten Ameide en Tienhoven en het jaar erop maakte hij de overstap naar de gemeente Zelhem waar hij onder andere de functie bekleedde van gemeente-ontvanger. In 1932 ging hij als adjunct-commies werken bij de afdeling Financiën van de provinciale griffie in Haarlem en in 1939 bracht hij het daar tot commies. Vanaf maart 1940 was Pierhagen de burgemeester van Opperdoes. Na de bevrijding werd hij daarnaast waarnemend burgemeester van Twisk. Midden 1946 werd hij de kroonbenoemde burgemeester van Twisk. Hij zou van beide gemeenten burgemeester blijven tot zijn pensionering in augustus 1966. In de zomer van 1971 overleed Pierhagen op 70-jarige leeftijd. De 'Burgemeester Pierhagenlaan' in Opperdoes is postuum naar hem vernoemd.